# (365756) ISON
(365756) ISON – planetoida z rodziny centaurów.

## Odkrycie i nazwa
Odkrył ją Leonid Elenin 4 listopada 2010 roku w ramach sieci International Scientific Optical Network (ISON), od której pochodzi jej nazwa. Przed nadaniem nazwy planetoida nosiła oznaczenie tymczasowe 2010 WZ71.

## Orbita
(365756) ISON obiega Słońce w średniej odległości 5,73 j.a. w czasie 13 lat i 259 dni.